# Кидер (Мисури)
Кидер (енгл. Kidder) град је у америчкој савезној држави Мисури.

## Демографија
По попису из 2010. године број становника је 323, што је 52 (19,2%) становника више него 2000. године.
| Група             | 2000.       | 2010.       |
| Белци             | 262 (96,7%) | 313 (96,9%) |
| Афроамериканци    | 1 (0,4%)    | 0 (0,0%)    |
| Азијати           | 0 (0,0%)    | 0 (0,0%)    |
| Хиспаноамериканци | 8 (3,0%)    | 2 (0,6%)    |
| Укупно            | 271         | 323         |